# F-1 World Grand Prix
F-1 World Grand Prix est un jeu vidéo de Formule 1 sorti en 1998 sur Nintendo 64, Dreamcast et Game Boy. Le jeu a été développé par Paradigm Entertainment et Video System puis édité par Nintendo et Video System.
Une version PC, adaptée sur PlayStation, développée par Lankhor et éditée par Eidos Interactive en 2000. Cette version n'a rien en commun avec le jeu de Paradigm Entertainment si ce n'est la licence officielle F1 détenue par Video System. Elle est en fait la suite d'Official Formula One Racing adoptant ce nouveau nom pour la cohérence de la marque.
Le jeu a eu une suite, F-1 World Grand Prix II.

## Système de jeu
F1 World Grand Prix est un jeu de course de Formule 1 détenant les licences officielles pour la saison 1997 du championnat du monde à une exception près : l'absence de Jacques Villeneuve, champion du monde 1997, remplacé par la silhouette du Pilote Williams, le joueur pouvant toutefois en modifier le nom.
Le jeu contient donc les 17 circuits officiels ainsi que 21 des pilotes initiaux et les 11 écuries de la saison 1997.
F1 World Grand Prix offre également un niveau de réalisme assez poussé puisqu'il permet de régler les moindres détails de la monoplace du joueur par le biais de l'inclinaison des ailerons, le réglage de la boîte de vitesses, la dureté des suspensions, ou bien la quantité d'essence embarquée. Le jeu permet entre autres réglages de choisir la qualité des gommes utilisées (Slicks, Durs, Intermédiaires, Pluie-légère, Pluie-forte).
Ces différents paramètres permettent donc au joueur de préparer une réelle stratégie de course en fonction, notamment de l'usure des pneumatiques et également de la météo.

### Modes de jeu
Grand Prix
Le mode grand prix est un mode carrière d'une durée d'une saison permettant au joueur de se glisser dans la peau d'un pilote afin de revivre chacun des 17 week-ends de grand prix, à savoir, les essais libres du vendredi, les essais libres du samedi, les qualifications du samedi après-midi, le warm-up du dimanche matin, et enfin la course du dimanche après-midi.
Trois niveaux de difficultés de pilotage peuvent être sélectionnés : débutant, professionnel et champion. Un titre de champion du monde dans chacune de ses catégories permet au joueur de débloquer un mode galerie et générique disponibles à l'écran titre.
Défi
Le mode défi permet au joueur de revivre les moments clés du scénario de la saison 1997 par le biais de trois catégories : attaque, défense et problème.
En mode attaque le joueur sera entre autres amené à dépasser des concurrents en bénéficiant d'une condition pneumatique favorable (Olivier Panis au grand prix de d'Espagne), ou bien à aider Michael Schumacher à remporter le titre de champion du monde au Grand Prix automobile d'Europe 1997.
En mode défense, le joueur devra défendre sa position dans une situation difficile (problème de pneus, sauter un arrêt aux stands).
La catégorie problème est sans doute la plus relevée, car le joueur est confronté à une difficulté technique qui a durement handicapé, ou coûté l'abandon au pilote concerné durant la saison 1997 (problème de boîte de vitesses de Damon Hill qui lui a coûté la victoire au Grand Prix automobile de Hongrie 1997).
Chrono
Le mode de jeu chrono est très classique, il s'agit d'un contre la montre où le joueur doit battre ses propres records enregistrés en mode grand prix. Il peut se confronter à son propre fantôme.
Exhibition
Il s'agit d'un mode de course libre où le joueur peut paramétrer chaque élément de la course et choisir d'activer ou non les événements de l'exercice 1997. En pratique, l'activation de ces événements n'avait pas de réel incidence sur le scénario de la course, qui restait, de toute façon imprévisible.
2 joueurs
Il s'agit d'un mode exhibition à 2 joueurs, mais ici, aucun véhicule géré par l'ordinateur n'apparaît, seuls les deux joueurs s'affrontent.

### Divers
À l'endroit où le joueur peut choisir le nom du Pilote Williams, il est possible d'inscrire Chrome, Pyrite ou bien Vacation pour pouvoir débloquer les bonus du jeu, à savoir les pilotes d'argent et d'or (disposant d'une vitesse de pointe formidable) et le circuit fictif d'Hawaï entre palmiers, volcan, viaduc et chutes d'eau.
Il est possible de forcer l'abandon des autres voitures en se collant contre l'aileron arrière des autres concurrents et les entraîner dans un mur de pneus ou contre le rail de sécurité.
Aucune différence de performances ou de pilotage ne distingue les différentes monoplaces du point du vue du joueur ; toutefois, suivant la hiérarchie établie par l'ordinateur, certaines monoplaces avancent plus au moins vite en course.